# ルートヴィヒ (ヴュルテンベルク公)
ルートヴィヒ（Ludwig, 1554年1月1日 - 1593年8月18日）は、ヴュルテンベルク公（在位：1568年 - 1593年）。ルートヴィヒ敬虔公（Ludwig der Fromme）とも呼ばれる。

## 生涯
ヴュルテンベルク公クリストフとその妃でブランデンブルク＝アンスバッハ辺境伯ゲオルクの娘であるアンナ・マリアの間に生まれた子供のうち、成育した唯一の息子だった。1568年に父が死ぬと14歳で公爵位を継いだが、母マリア・アンナ、プファルツ＝ツヴァイブリュッケン公ヴォルフガング、母方の叔父であるブランデンブルク＝アンスバッハ辺境伯ゲオルク・フリードリヒ、バーデン＝ドゥルラハ辺境伯カール2世が成人するまでの後見人となり、公国の行政上の責任者はカステル伯爵ハインリヒが務めることになった。
父の遺言により、ルートヴィヒは24歳になってから親政を行うよう定められていた。しかし24歳になる1578年以前から、ルートヴィヒは実質的に公国を統治していた。ルートヴィヒは1573年にはプファルツ選帝侯フリードリヒ3世からのプロテスタント諸侯同盟結成の誘いに応じている。この諸侯同盟はイングランド女王エリザベス1世の強い働きかけで1577年には成立したが、ヴュルテンベルクに何の利益にもならなかった。その後の政治状況の変化により、全てのプロテスタント諸侯による同盟が1585年に結成されたが、ルートヴィヒはこの新たな同盟に参加することはなかった。理由としては、福音派（ルター派）の諸侯であるルートヴィヒはプロテスタント同盟がカルヴァン派（改革派教会）の勢力を助長することにつながる可能性を恐れたためもあるが、父と同様に皇帝と帝国政府を支持する立場にあったことが大きかった。父と同様にルートヴィヒもまた聖俗の帝国諸侯の融和と帝国の平和を支持していたのである。
ヴュルテンベルクの封臣の代表であるレーヴェンシュタイン伯ルートヴィヒは1579年、ルートヴィヒの宗教問題に関する融和姿勢を非難した。また1591年、皇帝の命令を受けたコンラート・フォン・パッペンハイムが使節団としてヴュルテンベルク公国に派遣され、ルートヴィヒから皇帝に対して軍事行動を起こすつもりが無いとの言質を取ろうとした。
ルートヴィヒは大変な寛大さと公正さを以て公国の政務に熱心に臨んだ。一方、ルートヴィヒは年をとるにつれて敬虔な性格になり、ルター派の教義に傾倒するあまりカトリック教会やカルヴァン派を攻撃するための質問を考えて過ごすような日々を送り、正統信仰の探求と宗教論争に人生を費やした。しかしルートヴィヒは信仰に熱中するあまり世俗の生活の楽しみを捨てたわけではなく、熟練の騎手であり、とりわけ狩猟を好み、酒豪でもあった。
1593年、それまで健康だったにもかかわらず39歳で急死した。ルートヴィヒは1575年に自分の後見人の1人であったバーデン＝ドゥルラハ辺境伯カール2世の娘ドロテア（1559年 - 1583年）と結婚したが死別し、1585年にプファルツ＝フェルデンツ公ゲオルク・ヨハン1世の娘で先妻の従妹にあたるウルズラ（1572年 - 1636年）と再婚していた。しかしどちらの妻との間にも子供は無かったため、父の従弟であるメンペルガルト伯フリードリヒが後継者となった。
| 爵位・家督      | 爵位・家督                         | 爵位・家督           |
| --------------- | ---------------------------------- | -------------------- |
| 先代 クリストフ | ヴュルテンベルク公 1568年 - 1593年 | 次代 フリードリヒ1世 |